# Viva lo sport
Viva lo sport (The Freshman) è un film muto del 1925 diretto da Sam Taylor e Fred C. Newmeyer.
L'ultimo film di Harold Lloyd, Meglio un mercoledì da leone, è il sequel di questo e si apre proprio con le scene dalla partita, gli ultimi minuti di Viva lo sport.
Nel 1990, il film è entrato nella Lista di film preservati nel National Film Registry presso la Biblioteca del Congresso degli Stati Uniti. Nel 2000 l'AFI lo ha inserito al 79º posto nella lista delle cento migliori commedie americane di tutti i tempi.

## Trama
Harold va all'Università: rispetto agli altri studenti, il giovane è molto goffo ma tutti, per prenderlo in giro, lo trattano come uno di loro. Al college, il gioco più popolare è il football. Harold, che vuole emulare il campione locale per conquistare così la bella Peggy, agli allenamenti si dà molto da fare per entrare nella squadra e poter giocare in campo. Ma è inguaribilmente imbranato. Tuttavia l'allenatore, che non ha cuore di deluderlo, lo mette in panchina. Durante la partita, Harold è smanioso di mettersi in gioco e l'allenatore lo fa giocare. Inizialmente, combina un disastro, ma poi riesce a portare la squadra alla vittoria guadagnandosi la popolarità.

## Produzione
Il film fu prodotto dallo stesso Harold Lloyd.

## Distribuzione
Il copyright del film, richiesto dalla Pathé Exchange, Inc., fu registrato il 27 luglio 1925 con il numero LP21675.
Distribuito dalla Pathé Exchange, il film uscì nelle sale cinematografiche USA il 20 settembre 1925. Il 16 dicembre, uscì anche in Francia, mentre l'anno seguente fu presentato al pubblico nel Regno Unito (4 gennaio), a Hong Kong (26 agosto) e in Finlandia (29 novembre 1926).